# 사보이아르디
사보이아르디(이탈리아어: savoiardi, 단수: savoiardo 사보이아르도[*])는 사보이아 지역의 전통 과자이다. 밀도가 낮고 바삭바삭한 달걀 기반의 달콤한 스펀지 케이크 비스킷으로, 손가락과 비슷하게 생겨 영어권에서는 "레이디핑거"(ladyfinger)로도 불린다.
트라이플이나 샤를로트와 같은 많은 디저트 요리의 주요 재료이며, 과일이나 초콜릿 가토의 안감으로도 사용되고, 티라미수의 스펀지 요소로도 활용된다. 일반적으로 설탕 시럽이나 리큐어에 적시거나, 티라미수를 만들 때는 에스프레소에 적신다.

## 역사
사보이아르디는 14세기 사보이아 백국의 궁정에서 기원했으며, 프랑스 국왕의 방문을 기념하기 위해 만들어졌다고 전해진다. 이 과자는 특히 궁정의 젊은 구성원들에게 인기가 있었으며 지역 요리의 예시로 방문객들에게 제공되었다.

## 제조 방법
다른 스펀지 케이크와 마찬가지로, 사보이아르디는 전통적으로 화학적 팽창제가 들어가지 않으며, "스펀지" 질감을 위해 달걀에 혼합된 공기에 의존한다. 그러나 일부 브랜드는 탄화수소암모늄을 첨가하고 있다. 설탕과 함께 섞인 달걀 흰자와 노른자는 일반적으로 따로 거품을 내어 밀가루와 함께 접어준다. 사보이아르디는 일반적인 스펀지 케이크보다 더 많은 밀가루가 들어간다. 이 혼합물은 짧은 선 형태로 시트 위에 짤주머니를 통해 짜내어 이 비스킷의 특징적인 모양을 만든다.
굽기 전에 부드러운 껍질을 만들기 위해 일반적으로 윗면에 가루 설탕을 체로 친다. 완성된 사보이아르디는 보통 티라미수나 트라이플과 같은 디저트에 층층이 쌓인다.

## 이름
- 과테말라: 치케아도르(chiqueador→대접하는 것)
- 그리스: 사바야르(σαβαγιάρ)
- 남아프리카 공화국: 핑거 비스킷(finger biscuit→손가락 과자), 부두아 비스킷(boudoir biscuit→부두아르 과자)
- 네덜란드·벨기에: 랑어 핑어르(lange vinger→긴 손가락)
- 도미니카 공화국: 토스타다(tostada→구워진 것)
- 독일: 뢰펠비스크비트(Löffelbiskuit→숟가락 과자), 카첸충게(Katzenzunge→고양이 혀)
- 러시아: 담스키 팔치크(дамский пальчик→부인의 손가락)
- 루마니아: 피슈코트(pișcot)
- 멕시코: 솔레타(soleta→작은 발바닥)
- 몬테네그로·보스니아 헤르체고비나·세르비아·크로아티아: 피슈코타(piškota)
- 미국·캐나다: 레이디핑거(ladyfinger→숙녀 손가락)
- 베네수엘라·우루과이: 플란티야(plantilla→안창)
- 북마케도니아: 비스크비트(бисквит)
- 불가리아: 비슈코트(бишкот)
- 브라질: 비스코이투 샴파니(biscoito champanhe→샴페인 과자)
- 스위스: 펠린(pélerine→작은 망토)
- 스페인: 비스코초 데 솔레티야(bizcocho de soletilla→작은 발바닥 과자), 비스코초 데 솔레타(bizcocho de soleta→작은 발바닥 과자), 멜린드로(melindro)
- 슬로바키아: 피슈코타(piškóta)
- 슬로베니아: 베비 피슈코트(bebi piškot→아기 과자)
- 아르헨티나·파라과이: 바이니야(vainilla→바닐라)
- 에콰도르·페루: 비스코텔라(biscotela)
- 엘살바도르: 수스피로(suspiro→한숨)
- 영국: 스펀지 핑거(sponge finger→스펀지 손가락), 부두아 비스킷(boudoir biscuit→부두아르 과자), 베이비 비스킷(baby biscuit→아기 과자), 퓨너럴 비스킷(funeral biscuit→장례식 과자), 사보이 비스킷(savoy biscuit→사부아 과자), 부두아 핑거(boudoir finger→부두아르 손가락)
- 오스트레일리아: 스펀지 핑거(sponge finger→스펀지 손가락)
- 오스트리아: 비스코테(Biskotte)
- 이란: 라티페(لطیفه)
- 이스라엘: 비스코트(בישקוט)
- 이탈리아: 비스코토 사보이아르도(biscotto savoiardo→사보이아 과자)
- 체코: 피슈코트(piškot)
- 칠레: 가예타 데 참파냐(galleta de champaña→샴페인 과자)
- 코스타리카: 데도 데 세뇨라(dedo de señora→부인의 손가락)
- 콜롬비아: 렝과(lengua→혀)
- 쿠바: 비스코초(bizcocho)
- 튀르키예: 케디딜리(kedidili→고양이 혀)
- 포르투갈: 팔리투 라헤이느(palito La Reine→라렌 막대기)
- 폴란드: 코치 옝지체크(koci języczek→고양이 혀), 비슈콥트(biszkopt)
- 프랑스: 부두아르(boudoir), 비스퀴 샹파뉴(biscuit champagne→샴페인 과자), 비스퀴 아라퀴예르(biscuit à la cuillère→숟가락 과자)
- 핀란드: 티라미수켁시(tiramisukeksi→티라미수 과자)
- 필리핀: 브로아(broa)
- 헝가리: 버버피슈코터(babapiskóta→아기 과자)

## 같이 보기
- 계란과자